# (2200) Pasadena
(2200) Pasadena es un asteroide perteneciente al cinturón de asteroides, descubierto el 24 de septiembre de 1960   por Cornelis Johannes van Houten en conjunto a su esposa también astrónoma Ingrid van Houten-Groeneveld y el astrónomo  Tom Gehrels desde el Observatorio del Monte Palomar, Estados Unidos. 

## Designación y nombre
Designado provisionalmente como 6090 P-L. Fue nombrado Pasadena en homenaje a Pasadena ciudad estadoounidense.